# 多治貞岑
多治 貞岑（たじひ の さだみね）は、平安時代初期から前期にかけての貴族。名は貞峯とも記す。氏姓は多治比真人のち丹墀真人、多治真人。中納言・多治比広成の曽孫。木工頭・丹墀貞成の子。官位は従四位下・右中弁。

## 経歴
右京の出身。若い頃から大学寮にて学ぶが、文才があり、奉試に及第して文章生となる。天長9年（832年）多治比貞成の奏請により、一族と共に多治比から丹墀に改姓する。翌天長10年（833年）兵部少丞に任ぜられ、兵部大丞を経て、承和5年（838年）従五位下・加賀介に叙任される。
のち播磨介と仁明朝前半は地方官を務めるが、承和9年（842年）刑部少輔、承和14年（847年）民部少輔に任ぜられるなど、仁明朝後半は一転して京官を務めた。
嘉祥3年（850年）文徳天皇の即位後に駿河守として再び地方官に転じるが、国政は清く明らかで官吏や民の評判が良かったという。国司の任期を終えた後、斉衡3年（856年）大学頭、天安元年（857年）民部少輔と文徳朝でも後半は京官を歴任した。
天安2年（858年）従五位上・左少弁に叙任されると、清和朝の前半は弁官を務め、貞観5年（863年）右中弁、貞観8年（866年）正五位下、貞観10年（868年）従四位下と累進した。同年伊勢守に転じるが遙任であったという。この間の貞観8年（866年）姓の名が一族の祖先である多治比古王に由来するにもかかわらず、以前丹墀姓に改姓したことから、元の多治比に戻した上で、煩雑さを避けるために「比」の時を省略して多治姓への改姓を上表し許されている。
晩年は閑居し、酒浸りで酩酊の日々を送り、家事を顧みることなく、常に友人を招いては酒を酌み交わしていたという。貞観16年（874年）11月9日卒去。享年76。最終官位は散位従四位下。

## 官歴
『六国史』による。
- 時期不詳：文章生
- 天長9年（832年） 日付不詳：多治比真人姓から丹墀真人姓に改姓
- 天長10年（833年） 日付不詳：兵部少丞
- 承和元年（834年） 日付不詳：兵部大丞
- 時期不詳：正六位上
- 承和5年（838年） 正月7日：従五位下。正月13日：加賀介
- 時期不詳：播磨介
- 承和9年（842年） 12月10日：刑部少輔
- 承和14年（847年） 2月11日：民部少輔
- 嘉祥3年（850年） 5月17日：駿河守
- 斉衡3年（856年） 8月28日：大学頭
- 天安元年（857年） 日付不詳：刑部少輔
- 天安2年（858年） 正月23日：民部少輔。3月19日：左少弁。8月27日：装束司（文徳天皇崩御）。11月7日：従五位上
- 貞観5年（863年） 2月16日：右中弁
- 貞観8年（866年） 正月7日：正五位下。2月21日：丹墀真人姓から多治真人姓に改姓
- 貞観10年（868年） 正月7日：従四位下。正月16日：伊勢守（遙任）
- 貞観16年（874年） 11月9日：卒去（散位従四位下）